# Fazenda Jacobina
De Fazenda Jacobina, de Jacobina-boerderij, voormalig Engenho da Jacobina, is een plaats gelegen op de linkeroever van de rivier de Paraguay, op een afstand van 25 km van het voormalige Vila Maria do Paraguai, het huidige Cáceres, in de toenmalige provincie Mato Grosso, Brazilië.

## In de populaire cultuur
- In de film The lost city of Z uit 2016 start het hoofdpersonage Percy Fawcett zijn verkenning naar de bron van de rivier aan de Fazenda Jacobina.